# Seiurus aurocapilla
La reinita hornera (Seiurus aurocapilla), también conocida como chipe o chipe suelero, es una especie de ave paseriforme de la familia Parulidae. Es la única especie del género monotípico Seiurus. Tiene tres subespecies reconocidas, incluyendo la subespecie nominal. Es un ave migratoria que anida en América del Norte y que inverna en América Central, el Caribe y el norte de Sudamérica.